# Ludvika
Ludvika est une ville de Suède, chef-lieu de la commune de Ludvika dans le comté de Dalarna. 14 018 personnes y vivent. La ville se trouve à très faible distance de la commune de Smedjebacken et, dans les faits, la ville s'est tellement étendue, qu'une partie de son territoire se trouve aujourd'hui dans cette dernière commune. Ainsi, 426 habitants de la ville de Ludvika se trouvent dans la commune de Smedjebacken et non celle de Ludvika.

## Transports
Ludvika est desservie par le chemin de fer depuis 1873.
Ludvika est desservie par les routes nationales 63 et 66.

## Jumelages
La ville de Ludvika est jumelée avec :
- Imatra (Finlande)
- Bad Honnef (Allemagne)